# Afrosternophorus cavernae
Espèce
Synonymes
- Sternophorellus cavernae Beier, 1982

Afrosternophorus cavernae est une espèce de pseudoscorpions de la famille des Sternophoridae.

## Distribution
Cette espèce est endémique de la province de Sandaun en Papouasie-Nouvelle-Guinée. Elle se rencontre à Tifalmin dans la grotte Selminum tem Cave.

## Description
Le mâle décrit par Harvey en 1985 mesure 1,7 mm.

## Systématique et taxinomie
Cette espèce a été décrite sous le protonyme Sternophorellus cavernae par Beier en 1982. Elle est placée dans le genre Afrosternophorus par Harvey en 1985.

## Publication originale
- Beier, 1982 : Zoological results of the British Speleological Expedition to Papua New Guinea 1975. 9. Pseudoscorpionidea. Acta Zoologica Bulgarica, vol. 19, p. 43-45.